# 宽穗扁莎
宽穗扁莎（学名：Cyperus diaphanus）为莎草科莎草属下的一个种。一年生的密丛生草本，具须根。秆高10-35厘米，稍细，钝三棱形，平滑。产于云南；也分布于印度、尼泊尔。